# Ludvík Koubek
Ludvík Koubek (11. května 1911 – ?) byl český fotbalista. Začínal jako útočník, hrál i jako záložník a končil jako levý obránce.

## Fotbalová kariéra
V československé lize hrál za AC Sparta Praha, SK Kladno, SK Náchod, SK Moravská Slavia Brno a SK Židenice. V československé lize nastoupil ve 119 utkáních a dal 31 gól. V roce 1933 hrál za Spartu ve 2 utkáních Středoevropského poháru proti Interu Milán.

## Ligová bilance
| Ročník                       | Zápasy | Góly | Klub                    |
| ---------------------------- | ------ | ---- | ----------------------- |
| 1. asociační liga 1932/33    | 4      | 0    | AC Sparta Praha         |
| 1. asociační liga 1933/34    | 3      | 0    | SK Kladno               |
| 1. asociační liga 1933/34    | 3      | 1    | SK Náchod               |
| Státní liga 1935/36          | 8      | 9    | SK Náchod               |
| Státní liga 1935/36          | 16     | 5    | SK Moravská Slavia Brno |
| Státní liga 1936/37          | 13     | 5    | SK Moravská Slavia Brno |
| Státní liga 1937/38 (fotbal) | 11     | 4    | SK Židenice             |
| Státní liga 1938/39 (fotbal) | 17     | 7    | SK Židenice             |
| Národní liga 1939/40         | 22     | 0    | SK Židenice             |
| Národní liga 1940/41         | 22     | 0    | SK Židenice             |
| CELKEM                       | 119    | 31   |                         |